# Elena Romero Barbosa
Elena Romero Barbosa (Madrid, 7 de noviembre de 1907 – 2 de abril de 1996) fue una pianista, compositora, profesora de música y directora de orquesta española. Fue la primera mujer directora de una gran orquesta sinfónica en España. Comenzó su formación musical con su madre desde niña y posteriormente estudió composición en el Real Conservatorio Superior de Madrid con Joaquín Turina y Julio Gómez, y prosiguió los estudios de dirección de orquesta con Ataúlfo Argenta. 

## Vida

### Infancia y educación
Su padre, Evaristo Romero, fue diputado y reconocido periodista, redactor y durante un tiempo director adjunto del periódico ABC. La familia vivía en Madrid en una colonia de chalés de la Prosperidad, una de las zonas pudientes de la capital donde vivían numerosos miembros del cuerpo diplomático y sus familias, por lo que Elena aprendió pronto el francés y el alemán. Más tarde aprendió también el catalán, el italiano, el inglés y el ruso. En la educación de las hijas de familias acomodadas, era usual que aprendieran a tocar el piano. Elena recibió sus primeras clases de piano de José de Balsa. 

### Carrera musical
Tanto Elena como su hermana mayor, Rosario, estudiaron la carrera de piano. Elena descubrió su pasión por la música y se reveló como niña prodigio. 
A los doce años, Elena debutó con un concierto en el Círculo de Bellas Artes de Madrid, con el padrinazgo de la Embajada de Alemania. El almirante Aznar, que más tarde se convirtió en uno de los últimos presidentes del Consejo de Ministros de la monarquía, fue su patrocinador, mediante la organización de conciertos en diferentes ciudades españolas.
Posteriormente, en Barcelona, amplió sus estudios de piano con Frank Marshall (cuya academia era uno de los principales centros culturales de la ciudad), y de composición con Ricardo Lamote de Grignon. Destaca también su relación, profesional y de amistad, con el que fue uno de sus principales mentores, el compositor español Salvador Bacarisse, desde la estancia de ambos en Barcelona y que se prolongó, posteriormente, en el exilio de su amigo en París. En Barcelona no solo aprenderá catalán con gran rapidez, sino que se enraizará en ella para siempre un gran amor por Cataluña.
Sin embargo, en el entorno rico de su barrio, Elena descubrió un día, siendo todavía joven, las desigualdades sociales en un barrio vecino, donde se congregaban los niños hambrientos y harapientos.
En el momento del levantamiento militar en la guerra civil española, estaba en un concierto en Valencia, que fue transmitido por radio. Debido a que el edificio de la radio durante el concierto fue ocupado por un grupo de falangistas, sus padres le aconsejaron volver a Madrid. Pero Elena se va de Valencia a Barcelona. Su profesor de piano, Marshall, se exilió a Casablanca. En 1939, al comienzo de la Segunda Guerra Mundial Marshall regresó a Barcelona y volvió a abrir su Academia. Elena estudió allí violín, para familiarizarse con el instrumento. 
En 1940 Elena empieza a componer con asiduidad. Sus primeras obras son para voz y piano sobre textos de Juan Ramón Jiménez y Luis de Góngora entre otros, con incursiones en música de cámara. En 1943 regresa a Madrid, donde aborda estudios libres de Armonía en el Real Conservatorio de Música y Declamación. Se instaló en Madrid, donde estudia composición con Joaquín Turín Pérez, Domingo Julio Gómez García y Manuel López Varela, así como dirección de orquesta con Ataúlfo Argenta Maza. Completó sus estudios en Alemania, donde participó en varios cursos de música barroca, al igual que en Francia. Además de componer, desarrolló una gran pasión por correr. Fue la primera mujer directora de una gran orquesta sinfónica en España. Romero Barbosa dirigió la Orquesta Sinfónica de Barcelona y la Orquesta de Radio Nacional de España. Como pianista hizo muchas giras de conciertos tanto en España como en el extranjero.
Sus obras orquestales fueron realizadas bajo la batuta de directores famosos como Ricardo Lamote de Grignon y Ribas, Jesús Arámbarri Gárate, Joan Pich i Santasusana, Luis de Freitas Branco, Eduard Toldrà i Soler, Karl August van Vogt y José María Usandizaga Soraluce. En composición, fue partidaria del estilo español de Manuel de Falla y Joaquín Turína Pérez, con algo de modernidad y de innovación, con ciertas tendencias al expresionismo atonal y el impresionismo de Claude Debussy. Fue miembro honorario de Las Mujeres en la Música.
Pasó sus últimos años en San Sebastián de los Reyes dedicada a sus clases de piano hasta el final de sus días en 1997. 
Un año más tarde, la Asociación de Mujeres en la Música organiza un concierto homenaje en el Museo del Prado, con la participación y presencia de compositoras españolas. El legado de su obra está en la Biblioteca de la Fundación Juan March.

## Premios y reconocimientos
Como compositora fue galardonada con el Premio Pedrell por su ballet Títeres, y con un premio de la British Broadcasting Corporation (1976) por su Ensayo para Orquesta sobre dos canciones sudafricanas. 

## Composiciones

### Obras para orquesta
- 1949 Pequeña Suite Penibética, para orquesta
  1. Serenata
  2. Interludio
  3. Final
- 1952 Canto de Turín: en homenaje a Joaquín Turína, para orquesta - también en una versión para orquesta de cuerda
- 1952 Fantasía española para piano y orquesta de cuerda
- 1953 Balada de Castilla
- 1956 Ensayo para orquesta sobre dos canciones sudafricanas, para orquesta
- 1958 Sinfonietta concertante para violín, violonchelo y orquesta
- 1965 Aristeo, poema sinfónico para orquesta
- 1973 la Sinfonía en Do (Del recuerdo), para orquesta
- 1985 Dos movimientos para orquesta de cuerdas
- En el cuarto de los niños

### Banda de música
- 1956 Ensayo para orquesta sobre dos canciones sudafricanas

### Teatro musical

#### Óperas
| 1957 | Marcela (ópera de cámara) | 2 empresas |

#### Ballets
| 1950 | Títeres |

### Obras para coro
- 1940 Bien lo vi embarcarse: canción asturiana, para coro mixto
- 1956 Romance del caballero, para coro de mujeres (SSA) y el piano de texto: anónimo del siglo XVII-siglo XVIII
- 1981 Canción antigua, para cinco voces mixtas texto: anónimo

#### Canciones
- 1941 Si la luna fuera espejo, por voz y piano. Texto: Luis de Góngora
- 1947 Córdoba, para voz y piano. Texto: Manuel F. Palomero
- 1948 Anteprimavera, para voz y piano. Texto: Juan Ramón Jiménez
- 1948 Madrugada, para voz y piano. Texto: Juan Ramón Jiménez
- 1953 El cantar, para voz y piano. Texto: Manuel Machado (1874-1947)
- 1954 Quequita, para voz solista y piano. Texto: Rafael Villaseca (1886-1955)
- 1983 El ángel de los números, para voz solista y piano. Texto: Rafael Alberti

### Música de cámara
- 1942 Fantasía española para violín, violonchelo y piano
- 1949 Canzonetta, para violín y piano
- 1953 Canción de cuna, para violín y piano
- 1956 Sonata en sol menor (sol menor), para violín y piano
- 1958 Adagio y rondó para violín y piano
- 1963 Preludio, fuguetta y rondó en Si bemol (b flat major) para oboe, clarinete, viola y violonchelo
- 1979 Habanera
- 1983 Divertimento, para violín, violonchelo y piano
- 1988 Dos tiempos atonales, para violín y piano
- 1988 Cuarteto en Sol menor (sol menor), para cuarteto de cuerda

### Obras para órgano
- Tres movimientos

### Obras para piano
- 1947 Danza del payaso: del ballet "Títeres"
- 1949 Sonata en Re mayor (D major) - también, para clavecín
- 1956 Sonata en Sol mineur (sol menor)
- 1958 Cancioncilla para piano: homenaje a Federico García Lorca
- 1980 Tres movimientos
- Canción y danza para tres notas
- Canto a Turina
- Danza Rústica
- De noche en el Albaicín
- Dos movimientos temáticos -versión para guitarra-
- Dos preludios de invierno
- Fantasía temática
- Idilio, nocturne
- La noche cae y el niño duerme
- Sugerencias
- Tres piezas breves

### Obras para arpa
- 1959 Dos movimientos

### Obras para guitarra
- Fuga sobre una "falseta"
- Tres de junio